# Henryk Perlak
Henryk Perlak (ur. 20 stycznia 1960 w Bytomiu) – polski piłkarz grający na pozycji napastnika.

## Kariera
Seniorską karierę rozpoczynał w 1978 roku w Polonii Bytom, w barwach której rozegrał dwa sezony w I lidze. Grając dla Polonii, strzelił w I lidze dwa gole. W 1983 roku został piłkarzem Ruchu Chorzów. W klubie tym rozegrał 22 mecze w I lidze. W styczniu 1985 roku odszedł do Victorii Jaworzno. W sezonie 1986/1987 reprezentował barwy AKS Chorzów, a sezon później – Uranii Ruda Śląska. W latach 1987–1991 był piłkarzem Przemszy Siewierz.
Po zakończeniu kariery piłkarskiej pełnił funkcję drugiego trenera w młodzieżowej drużynie Polonii Bytom. W 2011 roku został trenerem Przemszy Siewierz. Z klubem tym wywalczył awans do klasy okręgowej. W 2012 roku odszedł ze stanowiska.

## Statystyki ligowe
| Sezon         | Klub               | Liga     | Mecze | Gole |
| ------------- | ------------------ | -------- | ----- | ---- |
| 1978/1979     | Polonia Bytom      | I liga   | ?     | 1    |
| 1979/1980     | Polonia Bytom      | I liga   | ?     | 1    |
| 1980/1981     | Polonia Bytom      | II liga  | ?     | ?    |
| 1981/1982     | Polonia Bytom      | II liga  | ?     | ?    |
| 1982/1983     | Polonia Bytom      | II liga  | ?     | ?    |
| 1983/1984     | Ruch Chorzów       | I liga   | 18    | 0    |
| 1984/1985 (j) | Ruch Chorzów       | I liga   | 4     | 0    |
| 1984/1985 (w) | Victoria Jaworzno  | II liga  | ?     | ?    |
| 1986/1987     | AKS Chorzów        | III liga | ?     | ?    |
| 1987/1988     | Urania Ruda Śląska | II liga  | ?     | ?    |